# Takujū Kosen
Takujū Kosen (ur. 1760, zm. 1833; jap. 卓洲胡僊) – japoński mistrz zen szkoły rinzai, założyciel jednej z dwóch najważniejszych linii przekazu szkoły rinzai.

## Życiorys
Takujū Kosen urodził się w Tsushimie w pobliżu Nagoi. Po wielu próbach zostania mnichem, w wieku 15 lat trafił do klasztoru Sōken (總見寺) w Nagoi, a w wieku 20 lat został w końcu przyjęty do mnisiej społeczności prowadzonej przez mistrza zen Gasana Jitō w klasztorze Hōrin w Nagacie. Tam całą swoją energię przeznaczył na pracę nad kōanem mu, pierwszym przypadkiem ze zbioru Mumonkan. W swojej gorliwości miał nawet okres, w którym przez dziewiętnaście dni niczego nie jadł i w ogóle nie spał.
Po 14 latach praktyki został spadkobiercą mistrza Gasana. Po pewnym czasie powrócił do klasztoru Sōken w Nagoi, gdzie przed laty rozpoczął swoją monastyczną karierę. W klasztorze tym spędził 20 lat w odosobnieniu poświęcając się medytacji i pogłębianiu wiedzy.
W 1813 roku został wyznaczony opatem Myōshin-ji, wielkiego i prestiżowego klasztoru zen, zastępując swojego brata dharmicznego - Inzana Iena. Stał się jednym z najbardziej wpływowych liderów religijnych tego okresu.
Obok Inzana Iena stał się głównym propagatorem drogi Hakuina do oświecenia.
Nauczał zarówno mnichów jak i ludzi świeckich. Zapoczątkowana przez niego linia przekazu okazała się, tak jak i linia Inzana Iena, najważniejszą linią przekazu szkoły rinzai.
Pod koniec życia wycofał się znów do Sōken-ji, gdzie żył w wybudowanej pustelni do końca życia.
Mistrz zen Takujū Kosen zmarł w 1833 roku.

## Linia przekazu Dharmy zen
Pierwsza liczba oznacza liczbę pokoleń od Pierwszego Patriarchy chan w Indiach Mahakaśjapy.
Druga liczba oznacza liczbę pokoleń od Pierwszego Patriarchy chan w Chinach Bodhidharmy.
Trzecia liczba oznacza początek nowej linii przekazu w innym kraju.
- 67/40/13. Hakuin Ekaku (1685–1768) szkoła Hakuina

- 68/41/14. Daido Don’e (bd)

- 69/42/15. To’un Zengi (zm. 1782)

- 68/41/14. Satsu świecka spadkobierczyni Dharmy
- 68/41/14. Daikyu Eho (Genshu) (1716–1776)

- 69/42/15. Daiun Rinzei (zm. 1795)
- 69/42/15. Tengan Shiben (1737–1805)
- 69/42/15. Issan Shinko (1740–1815)

- 68/41/14. Shokan Dairin (Tairei, Daienkakuo) (1724–1807)

- 69/42/15. Getsuan Shoyu (bd)
- 69/42/15. Bunrei Shogai (bd)

- 68/41/14. Tōrei Enji (1721–1792)

- 69/42/15. Daikan Monju (1766–1842)

- 68/41/14. Gasan Jitō (1726–1797)

- 69/42/15. Inzan Ien (1751–1814)

- 70/43/16. Sekkan Shoju (1766–1835)
- 70/43/16. Kohan Kokan (1776–1843)

- 71/44/17. Tsu’o Sotetsu (1801–1854)

- 72/45/18. Seitei Genshi (1815–1881)

- 73/46/19. Yorei Itei (1815–1901)
- 73/46/19. Yamaoka Tesshu (Yamaoka Tetsushu) (1815–1901)

- 70/43/16. Tōrin Sōju (zm. 1837)

- 71/44/17. Settan Shōboku (1812–1873)

- 72/45/18. Keichu Bundo (1824–1905)
- 72/45/18. Tairyu Bun’i (1826–1880)

- 73/46/19. Daigi Sogon (1841–1874)

- 74/47/20. Sho’in I’so (1865–1924)

- 75/48/21. Muin Isei (bd)

- 76/49/22. Kaji’ura Itsugai (1896–?)

- 77/50/23. Hasegawa Seikan (ur. 1945)

- 70/43/16. Taigen Shigen (Taigen Gisan) (1768–1837)

- 71/44/17. Etan Daishin (1792–1870)
- 71/44/17. Daisetsu Shōen (1797–1855)

- 72/45/18. Dokun Jōshu (1819–1895)

- 73/46/19. Banryo Zenso (1848–1935)

- 74/47/20. Miura Joten (Joten Soko) (1871–1958)

- 75/48/21. Kyozan Joshu Sasaki (1 kwietnia 1907-?) USA, Kanada

- 73/46/19. Kan’o Sokai (1856–1923)

- 74/47/20. Zeggaku Bunki (1872–1932)

- 72/45/18. Gido Shoseki (1814–1865)

- 71/44/17. Gisan Zenrai (1802–1878)

- 72/45/18. Tekisui Giboku (1822–1899)

- 73/46/19. Ryoen Genseki (Ryu’en Genseki) (1842–1918)

- 74/47/20. Seki Seisetsu Genjo (1877–1945)

- 75/48/21. Seki Bokuo Sou’un (1903–1991)

- 76/49/22. Sōgen Ōmori (1904–sierpień 1994)

- 77/50/23. Hosokawa Dōgen (ur. 1947)
- 77/50/23. Kadawaki Kakichi (bd)
- 77/50/23. Terayama Katsujo (ur. 1938)
- 77/50/23. Tanouye Tenshin (ur. 1938)

- 78/51/24. Toyoda Fumio (Tenzan Gensei) (8 listopada 1947-4 lipca 2001)
- 78/51/24. Honda (bd)
- 78/51/24. Kow (bd)
- 78/51/24. Teruya (bd)

- 75/48/21. Yamada Mumon (1900–1988)

- 76/49/22. Shōdō Harada (ur. 1940)
- 76/49/22. Taikai Doken (Ikoma) (ur. 1935)
- 76/49/22. Kataoka Shonen (bd)
- 76/49/22. Kono Taitsu (ur. 1930)
- 76/49/22. Noritake Shunan (bd)
- 76/49/22. Engaku Taino (bd)
- 76/49/22. Masataka Toga (bd)
- 76/49/22. Jyogi Taikan (ur. 1941) Włochy
- 76/49/22. Gerta Maria Luise Karoline Ital (1904–1988) Francja

- 73/46/19. Gazan Shotei (Hashimoto) (1853–1900)

- 72/45/18. Ekkei Shuken (1809–1883)

- 73/46/19. Kokan Soho (1839–1903)

- 74/47/20. Sosan Echo (Ikegami Shozan Echo) (1851–1928)

- 75/48/21. Kendo Ueki (ur. 1871-?)

- 73/46/19. Jinjo Sozen (1842–1914)

- 72/45/18. Kodo Giseki (1839–1888)
- 72/45/18. Koshu Sotaku (1840–1907)
- 72/45/18. Kōsen Sōon (Imakita Kōsen) (1816–1892)

- 73/46/19. Kōgaku Sōen (1859–1919)

- 74/47/20. Hōgaku Jikō (bd)
- 74/47/20. Senzaki Nyogen (1876–1958)
- 74/47/20. Tetsuō Sōkatsu (1870–1954)

- 75/48/21. Zuigan Sōseki (Gotō Zuigan) (1879–1965)

- 76/49/22. Walter Nowick (29 stycznia 1926-6 lutego 2013) USA
- 76/49/22. Oda Sesso (1901–1966)

- 77/50/23. Sojun Kannon (bd)

- 76/49/22. Morinaga Soko (1925–1995)

- 75/48/21. Shigetsu Sōshin (Sasaki Shigetsu) (1882–1945)

- 69/42/15. Takujū Kosen (Daido Enkan) (1760–1833)

- 70/43/16. Sozan Genkyō (Jinki Myoyo) (1798–1868)

- 71/44/17. Tankai Genju (1832–1903)
- 71/44/17. Gisen Monetsu (1845–1915)
- 71/44/17. Choshu Genkai (1830–1903)
- 71/44/17. Horin Ginan (1847–1898)

- 72/45/18. Tsu’o Sotetsu (1868–1933)

- 71/44/17. Kasan Zenryo (1824–1893)

- 72/45/18. Tetsuo Chisei (1879–1837)
- 72/45/18. Sōhan Gempō (Sōhan Genhō) (1848–1922)

- 73/46/19. Tsuzan Soen (bd)
- 73/46/19. (Yamamoto) Gempō Giyū (1865–1861)

- 74/47/20. (Nakagawa) Sōen Genju (19 marca 1907-11 marca 1984) USA - szkoła ameryk. rinzai

- 75/48/21. Suzuki Sochu (1921–1 stycznia 1990)
- 75/48/21. Maurine Myoon Freedgood (3 marca 1922-26 lutego 1990)
- 75/48/21. Shimano Eidō Tai (ur. 1932)

- 76/49/22. Jiro Andy Afable (ur. 1943)
- 76/49/22. Roko Sherry Chayat (ur. 1943)
- 76/49/22. Junpo Denis Kelly (bd)
- 76/49/22. Genjo Kokan Marinello (ur. 5 listopada 1954)
- 76/49/22. John Denko Mokudo Mortensen (ur. 1947)

- 74/47/20. Fujimori Kozen (bd)
- 74/47/20. Immari Beijo (bd)
- 74/47/20. Nakagawa Dokyu Kyudo (zm. 29 grudnia 2007)

- 70/43/16. Razan Gemma (1815–1867)

- 71/44/17. Nan’in Zengu (1834–1904)
- 71/44/17. Toshu Zenchu (1839–1925)

- 72/45/18. Ko’in Jiteki (1866–1909)

- 71/44/17. Mugaku Bun’eki (1818–1887)

- 72/45/18. Daiko Sojun (1841–1911)

- 70/43/16. Myōki Sōseki (1774–1848)

- 71/44/17. Karyō Zuika (1790–1859)

- 72/45/18. Tankai Genshō (1811–1898)

- 73/46/19. Dokutan Sōsan (1840–1917)

- 74/47/20. Nanshinken Mukai Koryō (1864–1935)

- 75/48/21. Nakamura Kyōsan Taiyū (1886–1954)

- 76/49/22. Miura Isshū Jitō (1903–1978 nie zostawił spadkobiercy Dharmy

- 75/48/21. Shibayama Zenkei (1894–1974)

- 76/49/22. Takayama Taigan (bd)

- 70/43/16. Hogaku Soju (1825–1901)
- 70/43/16. Goten Dokei (1814–1891)

- 71/44/17. Jitsuso Teijin (1851–1909)

- 72/45/18. Rosan Eko (bd)

- 70/43/16. Kaisan Sokaku (Bukoku Myogen) (1768–1846)

- 71/44/17. Kyodo Etan (1808–1895)

- 72/45/18. Kyuho Ichisei (1833–1916)

- 73/46/19. Ten’o Erin (1859–1889)

- 72/45/18. Daishu Soju (1817–1889)

- 73/46/19. Kodo Genchu (1830–1890)

- 71/44/17. Yosan Soshiki (1779–1859)

- 70/43/16. Getsusan Kokyo (Daiki Myokan) (1789–1855)
- 70/43/16. Seki’o Somin (Daitetsu Hogan) (1794–1857)
- 70/43/16. Hoshu Zemmyo (Dai'ien Shokaku) (1802–1872)
- 70/43/16. Shun’no Zenetsu (Reiki Jin'o) (1772–1844?)

- 71/44/17.

- 72/45/18.

- 73/46/19.

- 74/47/20. Mokurai Soen (1854–1930)

- 69/42/15. Gyo’o Gensetsu (Shinkan Jisho) (1756–1831)

- 70/43/16. Zoho Bunga (Jinkan Dokusho) (1774–1825)

- 71/44/17. Ho’un Genshi (zm. 1875)

- 70/43/16. Kankai Soju Bunga (Hogan Reikan) (1779–1860)
- 70/43/16. Mannin Gen’i (Jinki Myokan) (1789–1860)
- 70/43/16. Kendo To’e (Mujin Shoto) (zm. 1820)
- 70/43/16. Hosan Gemmon (1784–1838)
- 70/43/16. Etsukei Shisei (1770–1838)